# Mmankgodi
Mmankgodi è un villaggio del Botswana situato nel distretto di Kweneng, sottodistretto di Kweneng East. Il villaggio, secondo il censimento del 2011, conta 6.802 abitanti.

## Località
Nel territorio del villaggio sono presenti le seguenti 13 località:
- Dimawe di 4 abitanti,
- Fikeng di 140 abitanti,
- Marotse di 87 abitanti,
- Mmokwanyane di 5 abitanti,
- Motsaka di 31 abitanti,
- Phiri-ya-Bokwete di 72 abitanti,
- Radiseko di 20 abitanti,
- Ramonkge di 12 abitanti,
- Ramotlhabeng di 89 abitanti,
- Raubeng di 22 abitanti,
- Seokangwane di 53 abitanti,
- Thokwane di 30 abitanti,
- Tlowaneng di 92 abitanti